# 매포초등학교
매포초등학교는 대한민국 충청북도 단양군에 있는 초등학교다.

## 학교 연혁
- 1923.06.05 매포공립보통학교 개교(설립인가 5월 20일)
- 1981.03.10 병설유치원 개원
- 1996.03.01 매포초등학교로 개칭
- 2003.08.11 다목적실(삼봉관) 준공
- 2011.12.20 학교운동장 선진화 사업, 인터로킹, 디자인펜스 완공
- 2013.11.20 도지정 시범학교(학생건강체력) 발표
- 2014.03.01 제36대 석근용 교장 부임
- 2015.02.12 제88회 졸업식(총 6,455명)

## 참고 자료
- 매포초등학교 - 한국교육학술정보원 학교알리미